# Organisations criminelles au Canada
Les organisations criminelles au Canada sont surtout présentes dans les grandes zones urbaines du pays, bien que leurs activités ne se limitent pas aux grandes villes.

## Répartition ethnique des jeunes membres de gang[1]

### Canada
Afro-caribéen 25 %, Autochtones 22 %, Caucasien 18 %, Sud-Asiatique 14 %, Asiatique 12 %, Latino 6 %, Moyen-Orient 3 %

### Colombie-Britannique
Asiatique 37 %, Caucasien 22 %, Sud-asiatique 14 %, Autochtone 10 %, Latino 8 %, Moyen-Orient 5 %, Afro-caribéen 5 %

### Alberta
Autochtone 58 %, Latino 33 %, Caucasien 9 %

### Saskatchewan
Autochtone 96 %, Caucasien 2 %, Latino 2 %

### Manitoba
Autochtone 58 %, Caucasien 26 %, Afro-caribéen 9 %, Latino 3 %, Sud-asiatique 3 %

### Ontario
Afro-caribéen 36 %, Sud-asiatique 21 %, Caucasien 21 %, Asiatique 8 %, Latino 6 %, Moyen-Orient 4 %, Autochtone 4 %

### Québec
Afro-caribéen 51 %, Caucasien 21 %, Latino 12 %, Asiatique 9 %, Moyen-Orient 5 %, Sud-asiatique 2 %

### Nouvelle-Écosse
Afro-caribéen 48 %, Caucasien 47 %, Autochtone 9 %

## Gangs dominants dans les provinces canadiennes

### L'ouest canadien
Dans l'ouest canadien (de la Colombie-Britannique à l'Alberta), les groupes du crime organisé les plus omniprésents sont les groupes de motards criminalisés, les triades chinoises et les gangs indo-canadiens. Il y a d'ailleurs une certaine importance de l'activité des gangs autochtones en Colombie-Britannique et l'Alberta.

### Centre du Canada
Au centre du Canada (Saskatchewan et Manitoba), les groupes criminalisés les plus répandus dans cette région du Canada seraient les motards hors la loi et des gangs criminalisés autochtones.

### L'est du Canada
Dans l'est du Canada (l'Ontario et le Québec), en raison des zones avec une grande population et de la diversité, il existe une variété de gangs ou de groupes du crime organisé, comme les gangs de rues originaires des Antilles, les groupes originaires d'Europe de l'Est, la mafia italienne, les motards hors-la-loi, le crime organisé asiatique et les gangs de rues prêtant allégeance aux Crips et aux Bloods.  Beaucoup de ces gangs et de ces groupes du crime organisé sont soit ennemis ou alliés, et certains ont également des connexions internationales.

## Les types
Les gangs les plus répandus au Canada comprennent :
- Les gangs de rue
- Les bandes de motards criminels : Hells Angels, Outlaws, Rock Machine
- La Mafia : la mafia italienne, mafia russe, mafia irlandaise
- Les groupes de crime organisé : le crime organisé autochtone, le crime organisé indo-canadien, les triades chinoises et le crime organisé hispanique (ex. : cartel de la drogue)

Selon un rapport de police fait en 2004, les Hells Angels restent parmi les plus grands et les plus puissants gangs de motards dans le pays, avec une influence croissante en Colombie-Britannique et en Ontario. Sa présence aurait diminué dans les autres provinces en raison des efforts policiers, les conflits internes et l'augmentation de la concurrence d'autres groupes criminels,.
La communauté indo-canadienne a fait face à une vague de violence des gangs à travers le pays, en particulier dans la province de l'Ouest en Colombie-Britannique qui a coûté la vie à 100 hommes indo-canadiens depuis les années 1990. Le Jat Sikh est le groupe criminalisé indo-canadien le plus important de Colombie-Britannique. La communauté indo-canadienne en Colombie-Britannique a connu une vague de gangs et de la drogue liés au crime, ce qui était du jamais vu dans une communauté au Canada auparavant.

## Le crime organisé canadien par ville

### Calgary
Cette métropole albertaine contient une forte présence de gangs de rue d'origine autochtones, indo-canadien et des groupes de motards criminalisés comme les Hells Angels.

### Montréal
Montréal, la deuxième plus grande ville du Canada, serait une des seules à posséder un clan mafieux d'origine italienne, la famille Rizzuto, qui fut dirigé autrefois par le patriarche Nicolo Rizzuto, et ensuite par son fils Vito Rizzuto jusqu'à sa mort en décembre 2013. De plus, il y a la mafia irlandaise plus connue sous le nom de West End Gang , la mafia asiatique montréalaise, la mafia libanaise, la mafia russe, des cartels sud-américains et la mafia pakistanaise.   
Il existe aussi des mafias religieuses, tel que des groupuscules extrémistes retrouvés dans certains quartiers de Montréal (Outremont..etc). Le problème majeur de ces groupes extrémistes  est qu’ils influencent de façon notable la culture locale et la politique Canadienne ce qui peut être injuste pour le reste du peuple Canadien. L’endoctrinement massif et intégriste retrouvé au sein de ces communautés posent aussi la question du droit au libre arbitre de ses propres membres. L’accès à certaines professions, comme la médecine, est aussi en partie contrôlé et corrompu par certains de ces groupes religieux, comme en témoigne le nom de certains hôpitaux montréalais, ce qui pose un problème d’intégrité, d’équité voir de sécurité pour le reste de la population. Un problème plus récent concerne la propagande religieuse, idéologique ou communautaire via internet et des systèmes algorithmiques. En effet, certains membres de ces communautés religieuses cherchent à contrôler les informations recherchées et utilisées par les utilisateurs et à promouvoir des idées et personnes issues de ces mêmes communautés. A un certain niveau, ces communautés semblent engendrer un système pseudo-dictatorial ce qui représente un réel danger pour le reste de la population.[non neutre][Information douteuse]
Les Hells Angels et leurs rivaux, les Rock Machine provoquèrent entre 1994 et 2002 la guerre des motards au Québec, qui fut l'une des guerres criminelles les plus importantes de l'histoire du pays. On dénombre près de 100 morts dont 9 innocents (incluant le jeune Daniel Desrochers), 9 disparus, 181 tentatives de meurtres et 84 incendies d'origine criminels. En 2009, la Gendarmerie royale du Canada et la Sûreté du Québec lancèrent l'opération SharQc, la « plus vaste rafle à avoir été menée contre les gangs au Canada », et arrêtèrent 117 membres Hell's Angels liés à la guerre des motards.
Les gangs de rue se trouvant dans la région de Montréal sont les Crips et leurs rivaux, les Bloods. Leurs territoires se trouvent être les quartiers de Montréal-Nord, Ahuntsic, LaSalle, Lachine, Côte-des-Neiges, Rivière-des-Prairies, Saint-Michel, Saint-François , etc. Les membres de gangs sont majoritairement arabes, noirs, asiatiques, blancs, latinos et amérindiens. (Pas clair).

### Ottawa
Bien que la région de la capitale nationale soit patrouillée par cinq forces de police, la police d'Ottawa, la police provinciale de l'Ontario (OPP), la Gendarmerie royale du Canada (GRC), la police de Gatineau et la Sûreté du Québec (SQ), la ville d'Ottawa est malheureusement le domicile d'un grand nombre de gangs, allant de petits gangs de rue jusqu'aux familles du crime organisé. La plupart des gangs de rue à Ottawa sont situés dans la partie sud de la ville et l'extrémité ouest entre la zone Debra et Lincoln Heights. Les deux gangs de rue les plus en vue à Ottawa sont les Bloods et les Crips. Ottawa accueille aussi des bandes de motards et la mafia italienne, cependant, d'importantes opérations de police ont permis l'arrestation de membres de ces groupes. Dans une moindre mesure, il y a aussi une présence d'Asiatiques, de Noirs, et des gangs hispaniques dans la ville. Il y a aussi une marée montante de gangs de race blanche dans la ville.
L'activité des gangs à Ottawa dans les années 1990 comporte de nombreux crimes, notamment des vols de jour dans des bijouteries, une fusillade dans le Centre Rideau, un des centres commerciaux les plus animés de la ville. Aujourd'hui à Ottawa, les fusillades des gangs de rue sont rares et la plupart des activités criminelles se résument au trafic de stupéfiants,.

### Gatineau
Située dans la région de la capitale nationale, la quatrième plus grande ville en importance de la province québécoise possède quelques réseaux criminels. Une bonne partie du territoire gatinois est contrôlé par le groupe de motards des Hell's Angels. Il y a aussi des gangs de rue (Bloods et Crips) et d'autres groupes criminalisés indépendants. Certains de ces clans peuvent être relié à ceux d'Ottawa.

### Toronto
Certains quartiers de Toronto ont connu des gangs et de l'activité de criminelle, y compris le trafic d'êtres humains,, le trafic d'armes, le trafic de stupéfiants, le vol qualifié dû à la présence de la mafia italienne.
Le territoire torontois possède une forte présence de la mafia italienne, dont la famille Musitano (alliée au clan Rizzuto de Montréal, la famille de Buffalo et l'Outfit de Chicago) ainsi que la famille Commisso. De plus, il y existe aussi une grande présence de gangs de rue de plusieurs origines ethniques. Ces derniers seraient les auteurs de deux importantes fusillades dans le Centre Eaton, en 2005 et 2012. Les Bloods et les Crips sont les gangs de rue les plus présents sur le territoire torontois.

### Vancouver
Les groupes criminels connus à Vancouver comprennent le crime organisé indo-canadien, les triades chinoises (Grand Cercle, les 14K et les Wah Ching), les Hells Angels, les gangs de rue hispaniques, autochtones, iraniens et vietnamiens. 

### Hamilton
Cette grande ville de la province de l'Ontario est le principal lieu de la fondation de la famille mafieuse italienne, la Famille Musitano, qui possède d'ailleurs aussi la ville de Toronto et ses environs.

### Winnipeg
La ville de Winnipeg possède presque seulement des gangs criminalisés d'origine autochtones. Pendant les années 1990, la ville a été et est toujours la capitale des gangs autochtones du Canada.

### Québec
La capitale de la province de Québec est le territoire du groupe de motards hors-la-loi, les Hells Angels Et de Gang de Rue Indépendant Dont: la [RSC] River Side Crips Dans les Secteurs Vanier  , Saint-Sauveur Notre de Pitié en Chaudière Appalache  Et de la 187 MOB Dans le quartierde Limoilou. 
La rive sud de la capitale est sous contrôle de la B.F.M (Blood Familly Mafia)

## Dans la culture populaire
- De 2016 à 2022, la série District 31 met en scène, notamment, les différentes composantes du crime organisé de Montréal. Durant 6 saisons, le créateur de l'œuvre, Luc Dionne, fait régulièrement référence à la mafia italo-canadienne, aux motards criminalisés, aux gangs de rue et a un groupe criminalisé anglophone. La série, une fiction quotidienne de 22 minutes et 120 épisodes par saison, a été un véritable succès pour la télévision québécoise ICI Radio-Canada Télé. La moyenne de spectateurs a oscillé entre 1,2 et 1,9 million par épisode pour chaque saison. Ces chiffres sont à mettre en perspective avec la population de la Belle Province, d'environ 8,4 millions d'habitants.
- En 2015, le film Beeba Boys, écrit, produit et réalisé par la cinéaste indo-canadienne, Deepa Mehta, met en scène le crime organisé indo-canadien situé à Vancouver.

- La série télévisée québécoise Omertà, s'inspire beaucoup du monde criminalisé de Montréal. En plus, cette série à succès a été adaptée en film en 2012, Omertà.

- En 2011, BumRush, le troisième long-métrage du cinéaste québécois Michel Jetté.

- La série télévisée, Le Dernier Chapitre, avec Roy Dupuis et Michael Ironside.

- Le deuxième long-métrage du cinéaste québécois, Yves Christian Fournier, Noir dont l'intrigue tourne autour du quotidien de quatre personnes mêlées au monde du gang de rue de la ville de Montréal.

- Le film québécois en 2013, Roche Papier Ciseaux.

- Le long-métrage de 2011, La Run de Demian Fuica.

- La comédie policière, L'Appât de Yves Simoneau.

- En 2010, Sortie 67 de Bastien Jephté. Malgré son accueil mitigé de la part des critiques du cinéma québécois, ce film est par ailleurs le premier long-métrage québécois sur les gangs de rue.

- Le piège américain de Charles Binamé.

- Les Dangereux de Louis Saia

- Hochelaga, le premier long-métrage de Michel Jetté.